# Szégyencímer
Névváltozatok: szégyenczímer (Bárczay 6.), szégyen czímer-törés (Bárczay 28.)

fr: armoiries diffamées, armoiries déchargées, armoiries abaissées, de: Schandwappen

Rövidítések

A szégyencímer olyan címerek, melyeket valamilyen súlyos vétekért kellett a címerviselőnek büntetésképpen viselnie. A legtöbb 
heraldikus tagadja létezésüket, mert a címer, mint kitüntetõ jel, semmiképpen sem lehet büntetésül adományozott 
szégyenjel. Egyes heraldikusok viszont, mint de la Colombiére, ismernek a címerekre helyezett szégyenjeleket, de 
valós példákat nem igen tudnak felhozni az alkalmazásukra. A régi angol heraldikában egyes színeket is szégyenjelnek tekintettek. A szégyencímer egyik változata a szégyencímer-törés, amikor fejedelmi határozat folytán nem az egész családnak, hanem csak a család egy konkrét tagjának kell szégyenjelet viselnie a címerében, de a gyakorlatban ez a címertörés aligha létezett.    